# 村新田
村新田（むらしんでん）は、新潟県新潟市北区の町字。郵便番号は950-3314。

## 概要
1955年（昭和30年）から現在の大字。福島潟の北岸に位置する。
もとは1889年（明治22年）から1955年（昭和30年）まであった大字則清村新田の区域の一部。地名は本村である則清村の新田を意味し、則清谷内ともいった。

### 隣接する町字
北から東回り順に、以下の町字と隣接する。
- 新発田市佐々木
- 新発田市太田新田
- 太田

## 歴史
宝暦年間の福島潟開発により成立。
- 1889年（明治22年）4月1日 : 合併により佐々木村の大字となる。
- 1890年（明治23年）8月22日 : 佐々木村から分離し、太田古屋村の大字となる。
- 1901年（明治34年）11月1日 : 合併により葛塚町の大字となる。
- 1955年（昭和30年） : 則清村新田から村新田に改称する。
- 1970年（昭和45年）11月1日 : 市制の施行により豊栄市の大字となる。
- 2005年（平成17年）3月21日 : 合併により新潟市の大字となる。
- 2007年（平成19年）4月1日 : 新潟市の政令指定都市移行により、北区の大字となる。

## 世帯数と人口
2018年（平成30年）1月31日現在の世帯数と人口は以下の通りである。
| 大字   | 世帯数 | 人口 |
| ------ | ------ | ---- |
| 村新田 | 15世帯 | 44人 |

## 小・中学校の学区
市立小・中学校に通う場合、学区は以下の通りとなる。
| 番地 | 小学校               | 中学校             |
| ---- | -------------------- | ------------------ |
| 全域 | 新潟市立葛塚東小学校 | 新潟市立葛塚中学校 |